# KK Bosco
O Košarkaški klub Bosco, conhecido também apenas como Bosco, é um clube de basquetebol baseado em Zagreb, Croácia que atualmente disputa a HT Liga. Manda seus jogos no Sportska dvorana Trnsko.

## Histórico de Temporadas
| Temporada | Nível | Liga      | Pos. | J     | PL | Resultado |
| --------- | ----- | --------- | ---- | ----- | -- | --------- |
| 2013-14   | 2     | Prva Liga | 6    | 11-11 |    |           |
| 2014-15   | 2     | Prva Liga | 9    | 9-13  |    |           |
| 2015-16   | 2     | Prva Liga | 5    | 10-12 |    |           |
| 2016-17   | 2     | Prva Liga | 6    | 13-9  |    |           |
| 2017-18   | 2     | Prva Liga | 2    | 15-17 |    | Promovido |
| 2018-19   | 1     | HT Liga   | 12   | 2-20  |    | Rebaixado |

fonte:eurobasket.com